# عقد 960 هـ
عقد 960 هـ هو الفترة بين عام 960 إلى 969 في التقويم الهجري، أي العشر سنوات السابعة من القرن العاشر الهجري.